# Аубакиров, Манаф Аубакирович
Мана́ф Аубаки́рович Аубаки́ров (26 августа 1926 — 19 апреля 1945) — командир орудийного расчёта 375-го отдельного истребительно-противотанкового дивизиона (312-я стрелковая дивизия, 69-я армия, 1-й Белорусский фронт), старший сержант, Полный Кавалер ордена Славы.

## Биография
Манаф Аубакиров родился 26 августа 1926 года в городе Зайсан в семье крестьянина. Татарин. После окончания 7 классов школы работал учеником киномеханика.
В 1943 году был призван в Красную Армию, с ноября того же года — в боях Великой Отечественной войны. В 1945 году вступил в ВКП(б).
20 августа 1944 года юго-западнее города Пулавы (Польша) заряжающий орудия младший сержант Аубакиров был ранен в бою, но продолжая вместе с расчётом вести огонь истребил вражеские пулемёт с прислугой и склад боеприпасов. 25 августа 1944 года приказом командира 312-й стрелковой дивизии младший сержант Аубакиров Манаф Аубакирович был награждён орденом Славы 3-й степени (№ 89964).
16 января 1945 года наводчик орудия сержант Аубакиров в районе населённого пункта Нова-Воля (Польша) расчищал путь подразделениям пехоты на Пулавском плацдарме. Получив в бою ранение, он не оставил поле сражения и смог уничтожить две пулемётные точки и около 15 гитлеровцев. 17 февраля 1945 года сержант Аубакиров приказом по 69-й армии был награждён орденом Славы 2-й степени (№ 11226).
17 апреля 1945 года командир орудийного расчёта старший сержант Аубакиров в бою за город Лебус (Германия) выкатил орудие на прямую наводку для того, чтобы в упор расстреливать вражеские танки и пехоту. Его расчёт разбил орудие, истребил 4 пулемёта и до 15 вражеских солдат и офицеров, разрушил наблюдательный пункт. Во время боя он был тяжело ранен, но продолжал командовать орудием. Скончался от полученных ран 19 апреля 1945 года. 15 мая 1946 года за мужество, отвагу и героизм, проявленные в борьбе с немецко-фашистскими захватчиками Указом Президиума Верховного Совета СССР старший сержант Аубакиров Манаф Аубакирович был посмертно награждён орденом Славы 1-й степени.
Похоронен в районе города Франкфурт-на-Одере.